# Novi Pazar, Bulgarien
Novi Pazar (bulgariska: Нови Пазар) är en ort i Bulgarien.   Den ligger i kommunen Obsjtina Novi Pazar och regionen Sjumen, i den östra delen av landet, 300 km öster om huvudstaden Sofia. Novi Pazar ligger 135 meter över havet och antalet invånare är 13 276.
Terrängen runt Novi Pazar är kuperad österut, men västerut är den platt. Novi Pazar är det största samhället i trakten.
Trakten runt Novi Pazar består till största delen av jordbruksmark. Runt Novi Pazar är det ganska tätbefolkat, med 60 invånare per kvadratkilometer.